# フライ・フロム・ヒア
『フライ・フロム・ヒア』（Fly From Here）は、イエスのアルバムである。

## 解説
イエスのスタジオ作品としては、2001年発表の『マグニフィケイション』以来10年ぶりとなる新作。ボーカリストにカナダ人シンガーのベノワ・ディヴィッドを迎え、キーボーディストにジェフ・ダウンズ、プロデューサーにトレヴァー・ホーンと、アルバム『ドラマ』に参加していたバグルスの2人が再び揃って参加しており、サウンド面でも『ドラマ』を意識したようなものとなっている。
アルバムのタイトルにもなっている組曲「フライ・フロム・ヒア」は、バグルスの2人が加入したアルバム『ドラマ』の頃に出来上がっていた「ウィー・キャン・フライ・フロム・ヒア」という曲が元となったもので、アルバムには収録されずライブでのみ演奏された。この元となった楽曲は当時のイエスのライブで今作の「ウィー・キャン・フライ」に該当する部分を演奏しており、この模様はライブ・アルバム『ライヴ・イヤーズ（The Word Is Live）』で聴けるほか、ブートレグも出回っている。
また、「ライフ・オン・ア・フィルム・セット」は「Riding A Tide」というバグルスの曲が元となっているほか、「ザ・マン・ユー・オールウェイズ・ウォンテッド・ミー・トゥ・ビー」はクリスのソロ作品に収録される予定であった楽曲である。
インタビューとレコーディング風景の映像が収録されたDVDが付加された特別仕様盤も発売されている。
2018年にはイエス50周年記念企画として、リードボーカルをトレヴァー・ホーンに差し替え、リミックスを施した『フライ・フロム・ヒア:リターン・トリップ (Fly From Here - Return Trip)』が発売された。

## 制作の経緯
2003年に黄金期メンバー（ジョン・アンダーソン、クリス・スクワイア、スティーヴ・ハウ、リック・ウェイクマン、アラン・ホワイト）で行われた35周年ツアー終了後、心臓病を抱えていたウェイクマンは医師の助言によりバンドに参加できなくなり、代わりに息子のオリヴァー・ウェイクマンを推薦した。
2008年に計画された40周年ツアーはジョンが急性呼吸不全により健康を害したためバンドを離れ、残された4人は代理のシンガーを探すことを余儀無くされた。そこでクリスがYouTube上にアップされていたイエスのコピーバンド、Close To The Edgeの演奏を視聴し、同バンドのボーカリスト、ベノワ・ディヴィッドをスカウトし、ベノワ、クリス、スティーヴ、オリヴァー、アランの5人でツアーが行われた（代理ミュージシャンが2人いるという特殊な編成であったため、便宜上「Steve Howe, Chris Squire and Alan White of Yes」という名義を用いた）。途中スクワイアが足の手術のためにツアーを中断するアクシデントが起きたが、翌年夏に再開され、オリヴァーとベノワがようやく正式メンバーとして加入し、この5人で活動する際も正式に「イエス」を名乗るようになった。
2010年に入りフロンティアーズ・レコードと契約を締結し、同年秋からレコーディングが開始された。この時、オリヴァーが脱退したか否かの公式なアナウンスはなされていないが、キーボーディストがダウンズへと交代しており、（プロデューサーのホーンも含めて）『ドラマ』の頃の面子が揃った。
2011年7月、本作を引っ提げスティクスを前座に迎えた北米ツアーが行われ、同年11月からはヨーロッパ・ツアーも計画されている。

## 余談
- アンダーソンは『ローリング・ストーン』誌のインタビューにて、本作の「ウィー・キャン・フライ」のパートを2分聴いたところで「サウンドは少し時代遅れに感じた」と評し、ホーンのプロダクションについて「期待外れだった」と批判した。だがその一方でベノワの歌唱については賞賛の意を表している[12]。
- スクワイアはアンダーソンのイエス復帰について寛容な気持ちであると公言しており、今後アンダーソンがイエスに復帰する可能性があることを示唆しているとも取れる[11]。

## 収録曲
12曲目は日本盤にのみ収録されたボーナス・トラック
| #         | タイトル | 作詞・作曲                                                   | 時間  |
| --------- | --- | ------------------------------------------------------------ | ----- |
| 1.        | 「フライ・フロム・ヒア〜オーヴァーチュア "Fly From Here - Overture"」                                                         | Trevor Horn, Geoff Downes                                    | 1:54  |
| 2.        | 「フライ・フロム・ヒア パートI〜ウィー・キャン・フライ "Fly From Here Pt1 - We Can Fly"」                                     | Horn, Downes, Chris Squire                                   | 6:01  |
| 3.        | 「フライ・フロム・ヒア パートII〜サッド・ナイト・アット・ジ・エアフィールド "Fly From Here Pt2 - Sad Night At The Airfield"」 | Horn, Downes                                                 | 6:41  |
| 4.        | 「フライ・フロム・ヒア パートIII〜マッドマン・アット・ザ・スクリーンズ "Fly From Here Pt3 - Madman At The Screens"」          | Horn, Downes                                                 | 5:16  |
| 5.        | 「フライ・フロム・ヒア パートIV〜バンピー・ライド "Fly From Here Pt4 - Bumpy Ride"」                                          | Steve Howe                                                   | 2:15  |
| 6.        | 「フライ・フロム・ヒア パートV〜ウィー・キャン・フライ・リプリーズ "Fly From Here Pt5 - We Can Fly Reprise"」                 | Horn, Downes, Squire                                         | 1:45  |
| 7.        | 「ザ・マン・ユー・オールウェイズ・ウォンテッド・ミー・トゥ・ビー "The Man You Always Wanted Me To Be"」                       | Squire, Gerard Johnson, Simon Sessler                        | 5:08  |
| 8.        | 「ライフ・オン・ア・フィルム・セット "Life On A Film Set"」                                                                   | Horn, Downes                                                 | 5:01  |
| 9.        | 「アワー・オヴ・ニード "Hour Of Need"」                                                                                       | Howe                                                         | 3:07  |
| 10.       | 「ソリティアー Solitaire」 | Howe                                                         | 3:30  |
| 11.       | 「イントゥ・ザ・ストーム Into The Storm」                                                                                     | Squire, Oliver Wakeman, Howe, Horn, Benoît David, Alan White | 6:54  |
| 12.       | 「アワー・オヴ・ニード(フルレンス・ヴァージョン) Hour Of Need (full length version)」                                         | Howe                                                         | 6:46  |
| 合計時間: | 合計時間: | 合計時間:                                                    | 54:13 |

## 参加ミュージシャン
イエス
- クリス・スクワイア - ベース、バッキングボーカル、リードボーカル（7曲目）
- スティーヴ・ハウ - ギター、バッキングボーカル
- アラン・ホワイト - ドラムス
- ジェフ・ダウンズ - キーボード
- ベノワ・ディヴィッド - リードボーカル

ゲストミュージシャン
- オリヴァー・ウェイクマン - キーボード（2・6・9曲目）
- トレヴァー・ホーン - バッキングボーカル、キーボード
- ルイス・ジャルジン - パーカッション
- ジェラルド・ジョンソン - ピアノ（7曲目）